# Матеюк Антоній Васильович
Антоній Васильович Матеюк (рос. Матеюк Антоний Васильевич, †листопад 1919 р., м. Жмеринка) — головний військовий священник Дієвої Армії УНР і керівник головної управи військового духовенства, протопресвітер Православної Церкви, капелан, генерал-хорунжий; політичний і військовий діяч.

## Життєпис
Народився у с. Угнин Володавського повіту Холмської губернії Російської імперії на Підляшші.
Отримав освіту Холмській духовній семінарії РПЦ МП. Почав служити священником на Холмщині. До 1914 р. служив священником у с. Хижовичі Томашівського повіту Холмської губернії.
Під час Першої світової війни евакуювався до Києва та був призначений військовим священником 248-ї ополченської дружини (248-го запасного полку, що дислокувався в Києві від 1915 р..
З 1917 р. о. Антоній став капеланом Запорізького загону генерала К. Прісовського, який боронив Київ, відступав до Житомира й повернувся в столицю навесні 1918 р.. Навесні 1918 р. в Києві цей підрозділ був розгорнутий у Окрему Запорізьку дивізію, а відтак о. А. Матеюк став дивізійним благочинним.
25–27 серпня 1917 р. був організатором З'їзду мешканців Холмщини й Підляшшя у м. Києві, обраний на заступника голови Холмського губернського Виконавчого Комітету, був одним з його представників до Української Центральної Ради УНР, член Центральної Ради від 1917 р..
Наприкінці 1917 р. — на початку 1918 р. був капеланом Другої Сердюцької Дивізії Армії УНР.
У листопаді 1918 р. приєднався до керівництва Антигетьманського повстання (проти Скоропадського П. П.) та був призначений протопресвітером спочатку військ Директорії.
У грудні 1918 р. за Наказом Головного Отамана військ і флоту УНР призначений на посаду Головного військового священника Армії УНР, зі званням генерал-хорунжого.
Під час Директорії УНР — головний священник, православний протопресвітер. Зусиллями Духовної управи під керівництвом отця А. Матеюка військові частини укомплектовувалися капеланами. За Директорії був обраний до складу Українського Священного Синоду, брав активну участь у становленні національної Церкви та розбудови структури військового духовенства. Він розробив штат українського військового духовенства: При штабі кожного корпусу (чи групи) — один священинк, у розпорядженні якого був псаломщик-регент (він же й секретар) та церковник; корпусні священники мали підпорядковуватись ієреям полків, гарматних бригад і військових шпиталів (по одному на частину); кожному з полкових священників аналогічно допомагали псаломщик-регент і церковник; старший з ієреїв виконував обов'язки благочинного, протопресвітера.
У листопаді 1919 р., хворого на тиф захопили у полон і розстріляли денікінці у м. Жмеринці. Головну управу військового духовенства Армії УНР у листопаді 1919 р. очолив протопресвітер о. Павло Пащевський.
10 листопада 2019 року у храмі Різдва Пресвятої Богородиці в Жмеринці встановили меморіальну дошку в пам’ять про Матеюка Антонія.